# Luscius Lanuvinus
Luscius Lanuvinus (en latin : Luscius Lanuuinus) est un poète comique latin actif aux IIIe et IIe siècles av. J.-C., connu comme auteur de fabulae palliatae.

## Histoire
Luscius Lanuvinus qui estimait Ménandre, se dédia à la composition de comédies palliatae, dont il ne reste plus rien. Représentant du collegium scribarum histrionumque, une association de type corporatif fondée en 207 av. J.-C.. À la suite d'une composition de Livius Andronicus, de l'hymne à Iuno Regina, il fit de nombreuses critiques à l'œuvre de Térence, qui se défendit des accusations de Luscius dans les prologues de ses œuvres. Défini par Térence comme vetus (« Vieux ») et malevolus (« mauvais »), Luscius soutint que les palliate de son rival étaient en réalité écrites par ses protecteurs, Scipion Émilien et Caius Laelius Sapiens,, et qu'elles n'avaient pas le rythme ni la verve comique des palliate de Plaute. Selon l'exemple de Caecilius Statius, Luscius a été aussi un opposant féroce de la pratique du contaminatio, diffuse dans la palliata plautine et adoptée aussi par Térence : Luscius accusa Térence d'avoir contaminé dans son Andria, l'Andria et la Perinzia de Ménandre. Luscius soutint enfin que Térence aurait plagié les œuvres de Naevius et Plaute, en tirant de leurs comédies les personnages de parasitus et du miles gloriosus, qu'ils avaient aussi copié de la nouvelle comédie attique,.
Au cours de la première moitié du Ier siècle av. J.-C., l'érudit Volcatius Sedigitus rédigea une liste des principaux poètes comiques en plaçant Luscius à la neuvième place derrière Quintus Trabea et devant Ennius.
| « multos incertos certare hanc rem vidimus,palmam poetae comico cui deferant. eum meo iudicio errorem dissolvam tibi, contra si quis sentiat, nihil sentiat. Caecilio palmam Statio do comico. Plautus secundus facile exsuperat ceteros. dein Naevius, qui fervet, pretio in tertiost. si erit, quod quarto detur, dabitur Licinio. post insequi Licinium facio Atilium. in sexto consequetur hos Terentius, Turpilius septimum, Trabea octavum optinet, nono loco esse facile facio Luscium. decimum addo causa antiquitatis Ennium. » | « Nous avons vu beaucoup, incertains, rivaliser sur ce problème : à quel poète comique attribuer la palme. Grâce à mon critique je vais t'éclairer sur cette incertitude, jusqu'au moment, si quelqu'un penserait différemment, j'arrête de le faire. J'attribue la palme au poète comique Caecilius Statius. Plaute, comme second, dépasse facilement les restants. Ensuite Naevius, qui brule, à la troisième place. S'il devait y avoir une quatrième place, je l'attribuerais à Licinius. Ensuite j'estime que Attilius suivrait Licinius. À la sixième Térence, Sextus Turpilius septième, Quintus Trabea le huitième, et j'estime que facilement à la neuvième place se placerait Luscius Lanuvinus. Au dixième j'ajoute par son ancienneté Ennius. » — Aulu-Gelle, Nuits attiques, XV, 24. |

Bien qu'il s'agisse d'une opinion personnelle, il est probable que celle-ci soit partagée par les autres philologues contemporains.